# Curimopsis incisa
Curimopsis incisa là một loài bọ cánh cứng trong họ Byrrhidae. Loài này được Obenberger miêu tả khoa học năm 1917.